# Mos Def & Talib Kweli are Black Star
Mos Def & Talib Kweli are Black Star è l'album di debutto dei Black Star, ovvero l'accoppiata di rapper Talib Kweli e Mos Def. L'album, noto anche semplicemente come Black Star, è stato pubblicato il 26 agosto 1998.
Il titolo del lavoro è un riferimento alla linea di navigazione fondata da Marcus Garvey. Black Star racconta dal punto di vista moderno dei due musicisti le idee e la vita a Brooklyn, New York. Il disco è capace di focalizzarsi su un singolo argomento come "Astronomy (8th Light)" che ruota tutta attorno al colore nero, fino a brani più party come "B Boys Will B Boys".

## Giudizi della critica
Black Star è stato più volte definito come un classico dell'hip hop ed un punto di riferimento per tutti gli artisti direttamente o indirettamente legati alla Native Tongues Posse.  Come risultato della pubblicazione di questo disco, la Rawkus Records è diventata etichetta discografica indipendente di primo livello, capace di pubblicare dischi di underground hip hop di considerevole qualità. L'apprezzamento della critica è continuato anche per i successivi lavori solisti dei due rapper, che successivamente non hanno più pubblicato album sotto il nome Black Star.

## Tracce
1. Intro
2. Astronomy (8th Light)
3. Definition
4. RE: DEFinition
5. Children's Story
6. Brown Skin Lady
7. B Boys Will B Boys
8. K. O. S. (Determination)
9. Hater Players
10. Yo Yeah
11. Respiration
12. Thieves in the Night
13. Twice Inna Lifetime

## Campionamenti
- Definition contiene il campionamento di "The P Is Free" dei Boogie Down Productions
- Definition contiene una versione alterata del coro di "Stop The Violence" dei Boogie Down Productions
- Children's Story campiona "Children's Story" di Slick Rick
- L'inizio di Brown Skin Lady contiene un campione del film Chameleon Street
- Brown Skin Lady contiene un campionamento di "We Almost Lost Detroit" di Gil-Scott Heron e Brian Jackson
- K.O.S. (Determination) campiona "Baby, This Love I Have" di Minnie Riperton
- Respiration campiona "The Fox" di Don Randi
- Respiration contiene un campione dal film Style Wars

## Singoli tratti dall'album
- 1998, 26 agosto: "Definition" (B-side: "Twice Inna Lifetime" (featuring Jane Doe, Punchline & Wordsworth)
- 1999, 23 febbraio: "Respiration" (featuring Common) (B-side: "Respiration (Flying High Mix)")

## Collaboratori
- Hi-Tek	 - 	Producer, Cut, Crowd Noise
- Weldon Irvine	 - 	Tastiere, Performer
- Jim Godsey	 - 	Engineer
- Charlie Mack	 - 	Engineer
- Kieran Walsh	 - 	Engineer, Mixing
- Vinia Mojica	 - 	Performer
- DJ Evil Dee	 - 	Cut
- Jane Doe	 - 	Performer
- Rick St. Hillaire	 - 	Mixing
- Steve Souder	 - 	Mixing
- Chris Athens	 - 	Mastering
- Ken "Duro" Ifill	 - 	Mixing
- Eddie Otchere	 - 	Fotografia
- Vaughn Sessions	 - 	Engineer
- Mr. Walt	 - 	Producer, Engineer, Mixing
- Success	 - 	Engineer
- Brent Rollins	 - 	Artwork, Cover art
- Mos Def	 - 	Fender Rhodes
- Black Star	 - 	Artwork, Art Direction
- Talib Kweli	 - 	Producer, Performer
- Marcus Garvey	 - 	Photography
- 88-Keys	 - 	Producer
- Pat Viola	 - 	Engineer
- Jake Septimus	 - 	Photography
- Tasleem	 - 	Photography
- Richard Mason	 - 	Crowd Noise
- J. Rawls	 - 	Producer
- Kieran Dee      - 	Photography/Banter